# بیل اینگلیش

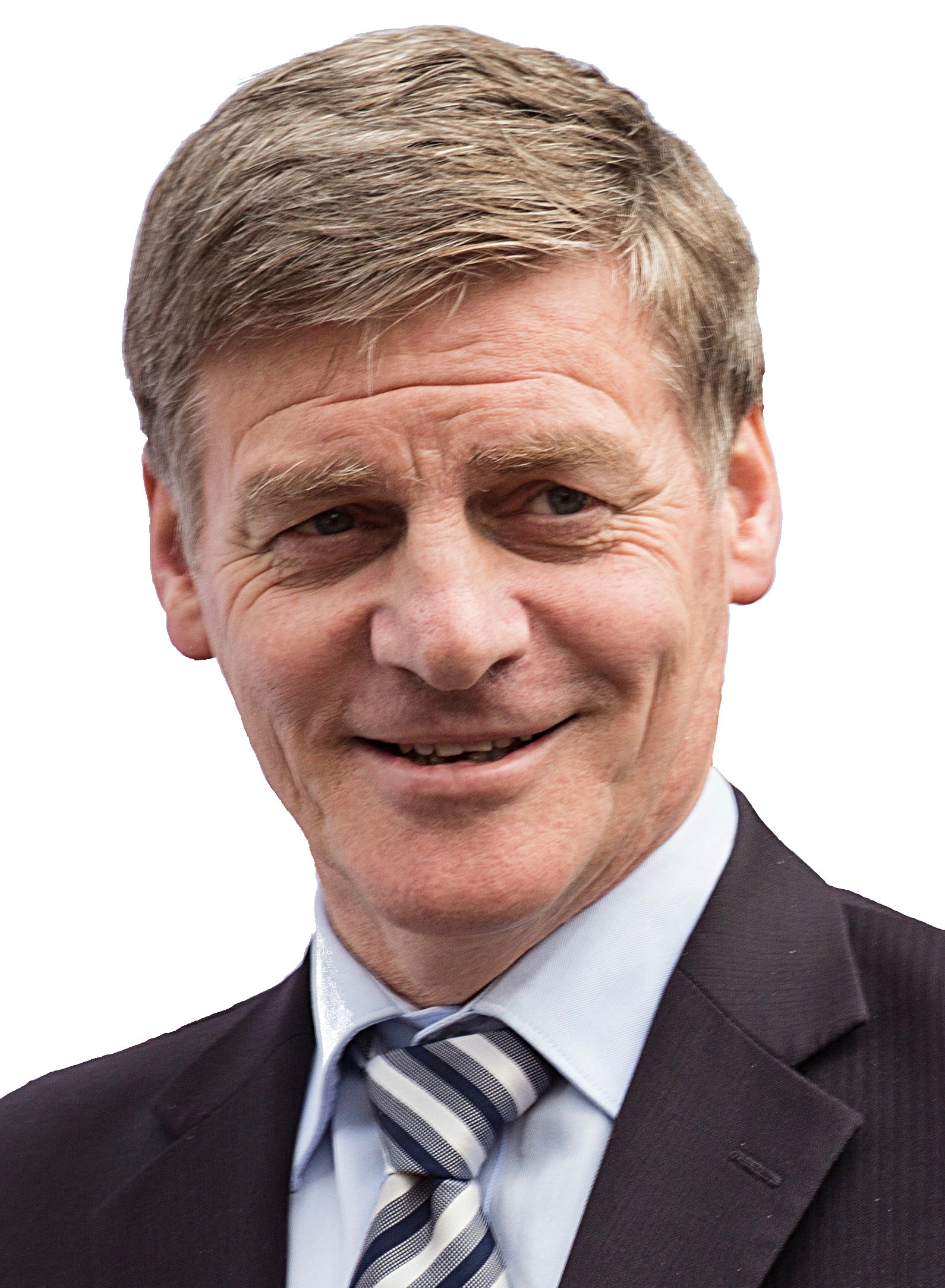
بیل اینگلیش

سایمُن ویلیام بیل اینگلیش (انگلیسی: Bill English؛ زادهٔ ۳۰ دسامبر ۱۹۶۱ میلادی) نخست‌وزیر سابق نیوزیلند و رهبر سابق حزب ملّی نیوزیلند است. وی در ۱۲ دسامبر ۲۰۱۶ به‌عنوان نخست‌وزیر کشور نیوزیلند برگزیده شد.

## زندگی
وی یکی از دوازده فرزندِ مِروین و نورا اینگلیش است. والدین او یک تجارت پرورش گوسفند را در اسکاتلندِ نیوزیلند اداره می‌کردند.

## آغاز کُنش‌های حزبی
انگلیش در سال ۱۹۸۰ و هنگامی که در دانشگاه ویکتوریا دانشجو بود، به حزب ملّی نیوزیلند پیوست. در اوایل سال ۱۹۹۶ میلادی از سوی نخست‌وزیر جیم بولگر با وزیر وزیر آموزش و پرورش وایات کریچ همکاری می‌کرد. او در آن هنگام، ۳۴ ساله بود و به جوان‌ترین عضو کابینه تبدیل شد.